# Médaille Jeannette
La médaille Jeannette est une médaille d'or du Congrès qui a été décernée en 1890 aux officiers et à l'équipage de l'expédition Jeannette.
Huit médailles d'or et vingt-cinq médailles d'argent ont aussi été frappées, ce qui a permis à tous l'ensemble des trente-trois membres de l'équipage de recevoir une médaille. Vingt d'entre eux sont morts pendant l'expédition.

## Description
La médaille a été attribuée par le secrétaire à la Marine des États-Unis lors du 51e Congrès. Lors de la remise à George W. Melville, un texte est lu stipulant : « That suitable medals be struck at the United States Mint in commemoration of the perils encountered by the officers and men of the said Jeannette Arctic Expedition, and as an expression of the high esteem in which the Congress holds their services in the said expedition; and that one of the said medals be presented to each of the survivors of said expedition, and one to the heirs of each of the deceased members » (« Que les médailles soient frappées à la Monnaie des États-Unis en commémoration des périls rencontrés par les officiers et les hommes de ladite expédition Jeannette en Arctique et comme l'expression de la haute considération du Congrès pour les services rendus durant l'expédition ; l'une desdites médailles doit être présentée à chacun des survivants de cette expédition, ainsi qu'aux héritiers de chacun des membres décédés. »).

## Listes des récipiendaires
Les italiques indiquent le nom des membres décédés durant l'expédition :
Or
- Ingénieur en chef Melville
- Raymond Lee Newcomb, naturaliste
- Épouse du lieutenant George Washington De Long
- Père du lieutenant Charles W. Chipp
- Épouse du lieutenant John Wilson Danenhower
- Frère du chirurgien du navire James Ambler
- Administrateur de la succession du pilote Dunbar
- Jérôme J. Collins, scientifique et météorologue, décerné à titre posthume à son frère, le Dr Daniel F. Collins du Minnesota.

Argent
- James H. Bartlett
- George W. Boyd
- John Cole
- Adolph Dressler
- H. H. Erickson
- C. A. Gortz
- Nelse Iverson
- P.E. Jackson
- H. H. Kaack
- A. G. Kuehne
- John Lauterbach
- H. W. Leach
- Walter Lee
- F. E. Marsen
- William F. C. Nindemann
- Louis P. Noros
- Ah Sam
- Charles Tong Sing
- Edward Star
- Alfred Sweetman
- H. D. Warren
- Henry Wilson
- Alexy (prénom inconnu)
- Aninguin (prénom inconnu)
- Shawell (prénom inconnu)